# Чемпионат Африки по дзюдо 2020
Чемпионат Африки по дзюдо 2020 года планировалось провести 16 — 19 апреля в городе Касабланка (Марокко). Однако 10 марта 2020 года на заседании Международной федерации дзюдо было принято единогласное решение не проводить чемпионат из-за эпидемии коронавируса. Кроме чемпионата Африки также были отменены ещё 19 других крупных международных соревнования по дзюдо. До этого чемпионата в стране проходили чемпионаты Африки по дзюдо 1997, 2008 и 2012 годов.